# نسيب نمر
نسيب نمر (1925 ـ 2001) كاتب ومفكر وصحافي لبناني. له عشرات المؤلفات المطبوعة والمخطوطة في القصة والسياسة والفلسفة. وأسس عددًا من الصحف ورأس تحريرها.

## سيرة
ولد نسيب نمر في 9 آذار (مارس) 1925 في قرية شيخان (بلاد جبيل، لبنان). والده حنّا نمر المربي والناقد والشاعر الملحمي والأديب وأستاذ الفلسفة، والدته كفى عيسى، شقيقه المحامي والشاعر والأديب حسيب، وشقيقه الآخر المهندس والكاتب شكيب، وصهره الأديب والشاعر فوزي سابا.
درس المرحلتين الابتدائية والثانوية في مدرسة القرية، وكلية حمص الأرثوذكسية (سورية)، والكلية الوطنية في طرطوس (سورية) وكلية الثلاثة الأقمار في بيروت (لبنان) وتخرج منها في اللغة العربية وآدابها. بين الأعوام 1959 و1962 تخصص في الفلسفة والاقتصاد السياسي في المدرسة الإيديولوجية (الحزبية) العليا في موسكو (الاتحاد السوڤياتي). في العام 1966 تزوج نجوى رحباني (مدرسة لغة عربية) وأنجبا ثلاثة أولاد: سحر (مهندسة معمارية) ونمر (كاتب) وهيثم (مهندس اتصالات). أحفاده: نيكولاس وناتاليا وأنطوني جورج جرداق، ونزار ونداء نمر نمر.

## نشاطه
انخرط نمر في ميادين مختلفة تمحورت حول الكلمة والفكر: في المدارس الرسمية والخاصة، في الصحافة (محرر وكاتب ورئيس تحرير وناشر في جرائد ومجلات كثيرة)، في الحزب الشيوعي اللبناني والنقابات والحزب العلماني الديموقراطي (عضو وقيادي ومسؤول)، في المجالس الثقافية (اتحاد الكتاب العرب، اتحاد الكتاب اللبنانيين، جمعية أهل الفكر، أحد مؤسسي المجلس الثقافي في بلاد جبيل ورئيسه 1991- 1995)، والمنظمات العالمية (اتحاد الصحافيين العالمي، مؤتمر السلم العالمي، مؤتمرات نزع السلاح).

### تعليم وخبر
1944ـ 1946 مدرس في المرحلة التكميلية لدى بعض مدارس بيروت الرسمية.
1946ـ 1948 كان من مؤسسي نقابة المعلمين ومن العاملين على حمل السلطات على إنشاء الجامعة اللبنانية إذ كان من منظمي الحملة الطالبية والشعبية لإنشائها أوائل الخمسينات ثم لتوسيعها وتطويرها.
1946ـ 1952 أستاذ اللغة العربية وآدابها للمرحلة الثانوية في بعض مدارس بيروت الخاصة.
1968ـ 1970 أستاذ الفلسفة في بعض مدارس بيروت الخاصة، بعدها ترك التدريس نهائيًا.

### مع صاحبة الجلالة
1941 أول نشاط صحافي بإصداره «حسام الأحرار» مدة وجيزة في سوريا.
1945 بدأ عمله الصحافي بموازاة التدريس، وشغل مختلف المهام: من محرر ومعلق وكاتب افتتاحيات إلى مدير مسؤول ورئيس تحرير وصاحب مطبوعات أدبية وسياسية.
بدأ عمله محررًا في مجلة «المكشوف» و«الحرب الجديدة المصورة» وبعدها في «الصياد» و«نشرة المؤتمر الوطني اللبناني» و«صوت الشعب» و«التلغراف» و«الأخبار» و«الصرخة» و«نداء الوطن» و«الشرق» و«الخواطر» و«الطريق» (كان لفترة مديرها المسؤول). وكتب في «النهار» و«الأنوار» و«اللواء» وغيرها. كما حرر في صحف سورية منها مطبوعة «النور» (دمشق 1954)، ونشر كتابات في مختلف المطبوعات العراقية والعربية. ورأس تحرير «الأخبار» و«الصرخة» و«النداء» و«إلى الأمام» و«الشرارة»، إلى «الشرق» لمدة وجيزة. وتسلم الصفحة الأدبية في «التلغراف» و«الطيار» سنوات عدة.
صاحب المطبوعات التالية: إلى الأمام، الوقت، النداء، الشرارة. كما أنشأ الأمة العربية (يومية سياسية) ومنارة الشرق ولم يصدرهما.
1949 عضو مجلس جمعية المحررين. وبعد اندماج نقابتي أصحاب الصحف والمحررين، عمل على فصلهما مع عدد من زملائه فكان معهم من مؤسسي نقابة المحررين الحالية؛ وانتخب عضوًا في أول مجلس لها 1952 ثم أصبح صاحب مطبوعة منضمًا إلى نقابة الصحافة.
بين 1956 و1960 انتخب عضوًا في مجلس نقابة الصحافة مرتين، وبقي منتسبًا إليها حتى وفاته.
1954 كان من مؤسـسي اتحاد الصحافيين العالمي (I.O.J) وأحد رؤساء دورته التأسيسية في برلين 1955 وهلسنكي 1956 كممثل عن صحافيي المنطقة، وعضو لجنته التنفيذية أو العليا بين 1954 و1959.
1956 أمين سر الوفد الصحافي اللبناني إلى مؤتمر I.O.J العالمي الأول في هلسنكي وأحد رؤساء المؤتمر عامذاك.
1963 استقال من الاتحاد لأسباب سياسية.
كتب تحت أسماء مستعارة كثيرة منها: هادي نصار وزياد سعادة وزهير سعادة (النهار)، ابن عربي (إلى الأمام) أبو لنكك الجبيلي (مقامات)...

### نحو سلم عالمي
1946- 1947 أسس مع نقيب الصحافة الشهيد نسيب المتني وآخرين لجنة الدفاع عن المستأجرين.
1947 دعاه العالم البروفسور فريدريك جوليو كوري (الرئيس الأول لمجلس السلم العالمي) ليكون من أوائل منشئي هذا المجلس وحاضري اجتماعه الأول في باريس، لكن السلطات اللبنانية حجبت عنه جواز السفر فحال ذلك مع ملابسات أخرى دون مشاركته. ثم حضر مؤتمرات عدة للسلم العالمي في موسكو وهلسنكي وبغداد، وكان من أعضاء لجنة السلم اللبنانية.
1955 عضو الوفد اللبناني إلى مؤتمري السلم العالمي بموسكو وهلسنكي.
1963 عضو الوفد اللبناني إلى مؤتمر نزع السلاح بموسكو.
1963 ـ 1965 عضو لجنة السلم اللبنانية.

### يا عمال العالم
منذ أواسط الأربعينات شغل مهام قيادية في حركة السلم اللبنانية.
1943- 1945 انضم إلى الحزب الشيوعي اللبناني ـ السوري وشغل مهام قيادية فيه (ثم اللبناني بعد انفصالهما)، ومثّله (والحزب الشيوعي السوري) في مؤتمرات عالمية (صوفيا، بوداپست، هاڤانا، پراغ...).
1943 ـ 1965 عضو في الحزب الشيوعي اللبناني السوري.
1954 عضو اللجنة المركزية في الحزب لبضعة أشهر.
1962 ـ 1965 عضو مرشح للجنة المركزية في الحزب الشيوعي اللبناني بعد استقلاله عن السوري. بعد ذلك خلاف إيديولوجي واستقالة من الحزب تمامًا.
1963 ـ 1964 مندوب الحزبين الشيوعيين اللبناني والسوري في مؤتمرات الأحزاب الشيوعية في بلغاريا والمجر وتشيكوسلوڤاكيا.
1964- 1965 طرح موضوع استقلالية الحزب مع الأمانة لأمميته كما طالب بالديمقراطية والشفافية وصاغ الشعار الآتي: «انتقاد بلا عداء وتأييد بلا تبعية». ولمّا اصطدم بقيادة الحزب الستالينية، استقال لأسباب إيديولوجية وأنشأ مع رفاق له حزب الشيوعيين اللبنانيين. ومنذ 1965 ماركسي استقلالي.
1965 ـ 1970 مسؤول إيديولوجي وسياسي لهيئة ماركسية شعارها الشيوعية الاستقلالية ومبادئها تقرب من مبادئ الشيوعية الأوروبية.
حوكم مرارًا، وسجن مرات عدة (1942 و1949 و1951) في لبنان وسوريا لآرائه السياسية والفكرية ونشاطه الحزبي والوطني. زار معظم العواصم الأوروبية لأعمال سياسية وإيديولوجية وثقافية، وحرمته السلطات اللبنانية من زيارة بكين في الخمسينات بحجب جواز السفر عنه.
من مؤسسي المؤتمر العلماني الدائم في لبنان والمؤتمر الدائم لمناهضة الغزو الثقافي الصهيوني.

### أدب... لبنان والعرب
1965 من مؤسسي المجلس الثقافي في بلاد جبيل، وعضو هيئته الإدارية منذ تأسيسه حتى 1991 (باستثناء مرة واحدة). ثم رئيسه من 1991 حتى 1995.
1967 عضو اتحاد الكتاب العرب في الشام منذ تأسيسه عامذاك، كما في لجنة أبحاثه.
1993 من مؤسسي رابطة أهل الفكر.
له كتابات وبحوث في صحف لبنانية وعربية. وله شعر في العربية والروسية نظمه للتسلية ونادرًا لمناسبات وطنية وعالمية. شارك في ندوات متخصصة في الفلسفة والاقتصاد السياسي في موسكو وغيرها، وشارك في مؤتمرات أدبية في بلدان عدة منها «المربد» في بغداد ومناسبات أخرى في دمشق ودول عربية وأوروبية.
أُدرج اسمه فيلسوفًا وصحافيًا وكاتبًا مع نبذة عن حياته ومؤلفاته في موسوعات عالمية («السجل العالمي للبيوغرافيا The International Register of Profiles – كامبردج، بريطانيا ـ الجزء التاسع 1987» وكارولينا ودلهي وغيرها) ونوّه بعضها بمذهبه الفلسفي «الحقيقة الحقيقية».
1994 نال جائزة جبران خليل جبران العالمية التقديرية من رابطة إحياء التراث العربي في أستراليا، و1995 جائزة جورج طربيه وجورج بدوي للثقافة والإبداع في مجال العمل الثقافي اللاطائفي التأسيسي والإنمائي.

## مذهبه الفلسفي
«الحقيقة الحقيقية» مذهب فلسفي يقول إن الحقيقة ليست مجردة، فبوسع الفكر أن يأخذ الشيء في ذاته ويقول عنه إنه أخطأ أو إنه أصاب أو إنه مزيج من الخطأ والصواب وفي جميع الحالات تبرز الحقيقة لأن كل شيء في ذاته يجمع بين السالب والموجب معًا، فأين الحقيقة؟ وهنا برزت صورة «الحقيقة الحقيقية» التي (بإيجاز) تعني أن الشيء في ذاته تركيبة جدلية من المتضادات من خير وشر وخطأ وصواب... فالحقيقة الحقيقية هي اكتشاف العنصر الحاسم والمقرِّر في هذا الشيء بذاته من دون نفي عنصر الهامشية وغير الرئيسية. مثلاً إذا قلنا عن السم إنه نافع نكون على حق وإنه ضار نكون على حق أيضًا، فالحقيقة الحقيقية هي السمة الرئيسة والعنصر المقرر فيه؛ وإنّما هي تقريبية وملموسة، ومهمة الفكر اكتشاف الحقيقة الحقيقية في الأشياء وهنا التحدي أمام العقل.

## مؤلفاته
لنمر 17 مؤلفًا مطبوعًا (دراسات أدبية، نقد، أقصوصة، أدب الرحلة، تاريخ، فلسفة). وله مؤلفات مخطوطة (نحو 20 موضوعًا قد تقع في 50 كتابًا):

### المطبوعة
(بعض هذه المؤلفات اعتمد مراجع في جامعات ومدارس ثانوية لبنانية وسورية)
1ـ جرير 1943: دراسة أدبية عن الشاعر الأموي.
2ـ معاول 1946: قصص قصيرة.
3ـ الأخطل الصغير 1947 (مع فوزي سابا): دراسة نقدية عن الشاعر اللبناني بشارة عبد الله الخوري.
4ـ نحو مستقبل سعيد 1953 (مع حسن فخر): أدب الرحلة عن جولة في رومانيا.
5ـ بلاد الأصدقاء 1956: أدب الرحلة عن جولة في الاتحاد السوڤياتي.
6ـ محتوى القومية العربية 1958: دراسات في القومية العربية ردًا على آراء للرئيس جمال عبد الناصر فيها.
7ـ ثورة 14 تموز في العراق 1959: دراسة تحليلية للثورة العراقية 1958.
8ـ أميركا على حقيقتها 1959: أبحاث في طبيعة النظام والمجتمع هناك.
9ـ تمارا تقي الدين 1962: نقد وتحليل لرواية الأديب اللبناني خليل تقي الدين «تمارا».
10ـ فلسفة الحركة الوطنية التحررية 1967: أبحاث ودراسات في الفلسفة والديالكتيك، وصفه الناشر والنقاد بأنه اكتشف ظاهرة جديدة للمرة الأولى في الفكر الاشتراكي أطلق عليها المؤلف اسم «الحركة الوطنية التحررية» ووضع المرتكزات الرئيسة للحوار بين الملاحدة والمؤمنين، وبيّن كيفية مناداة الشيوعيين العرب بمنطق المنهج الديالكتيكي فيما هم يطبقون بعلاقاتهم مع موسكو منطق المنهج الشكلي.
11ـ تطور الديالكتيك عبر التاريخ وقانونه الأساسي ـ وحدة ونضال المتضادات 1968: أبحاث ودراسات في الفلسفة والتاريخ؛ وصفه النقاد بأنه الوحيد من نوعه في العالم العربي وإن لم يكن كذلك في اللغات الأخرى.
12ـ بين موسكو وبكين ـ يا «عمال» العالم تفرقوا 1968: أبحاث نظرية وأيديولوجية واقتصادية في موضوع الخلافات السوڤياتية ـ الصينية، قال عنه النقاد إنه كشف عن وجود تيار ثالث في الاشتراكية هو التيار الاستقلالي، وطرح للمرة الأولى في الفكر الاشتراكي مسألة بقاء التعايش السلمي بين البلدان الاشتراكية طول مرحلة إنجاز الطور الأدنى من الشيوعية خلافًا لما ذهب إليه لينين، وبرهن على أن الأممية واستقلالية الأحزاب الشيوعية والاشتراكية لا تنفصلان، وانتقد شوفينية الدولة الكبرى.
وقال عنه كاتب المقدمة السفير السابق محمد علي حماده إنه أول دراسة عربية موضوعية وقد تكون الأولى من نوعها حتى على الصعيد العالمي في النزاع القائم بين موسكو وبكين، وهو مؤلف انتقده وهاجمه أنصار موسكو وبكين وواشنطن في بيروت ودمشق وبغداد.
13ـ صراع الفلسفة المادية والمثالية عبر التاريخ (أو المادية والمثالية في العصور التاريخية القديمة والوسطى) 1970: أبحاث فلسفية.
14ـ المادية الديالكتيكية 1971: أبحاث في الديالكتيك المثالي والموضوعي.
15ـ نفي النفي.
16ـ التراكم الكمي والنوعي (التراكم الكيفي والتحول إلى كيفية جديدة).
17ـ الرفيق الصغير يتذكر 2004: ذكريات في السياسة وعن تاريخ العمل السري للحزب الشيوعي اللبناني، نشرت في مجلة الدستور بين 1971 و1972.

### المخطوطة
1ـ الأعجوبة الإغريقية الفينيقية المشتركة.
2ـ طاليس منشئ الفلسفة الإغريقية ودوره الفلسفي.
3ـ زينون الرواقي ونظرته المادية إلى الكون.
4ـ دور فيثاغورس في الرياضيات والفلسفة المعاصرة.
5ـ نظرة جديدة تاريخية وعلمانية ودينية وقومية إلى لبنان الجديد.
6ـ لبنان المعني الشوفي («النهار» 222 حلقة)
7ـ بحوث فلسفية.
8ـ هيدريج (أو مصرع أنطوان الحاج).
9ـ نقد مقدمة شارل مالك.
10ـ من أدباء النهضة (حلقات في إذاعة لبنان).
11ـ الفلسفة التاوية.
12ـ المحاورات الفلسفية (في رحاب الفلسفة ـ حلقات في إذاعة لبنان).
13ـ الحضارة المشرقية.
14ـ المتنبي.
15ـ نيتشه.
16ـ كنز الأدب والعلوم...
17ـ النقد: فلسفي، أدبي، شعري، فني (مجموعة مقالات منشورة في الصحف).
18ـ الأبحاث والمقالات: مئات المباحث والدراسات منذ 1942 في صحف ومجلات لبنانية وسورية وعراقية تتناول المسائل الفلسفية والاقتصادية والأدبية والنقدية والاجتماعية والتربوية والسياسية.

### في خلاصة ما كتب
1ـ وضع إيديولوجية يسارية أسمتها أجهزة الإعلام عند نشرها «فلسفة يسارية عربية نوعية».
2ـ اكتشف ما أسماه «الحركة الوطنية التحررية» وهي تختلف عن «حركة التحرر الوطني».
3ـ إماطة اللثام عن كون بعض الفلاسفة العرب مثل أبي العلاء المعري وابن سينا وابن رشد وإخوان الصفا، فلاسفة ماديين وديالكتيكيين.
4ـ مباحث كثيرة تبين معارضة الشيوعيين مبادئ لينين وما جاء في المؤلفات المطبوعة. معظمها منشور في الصحف والمجلات.

## وفاته
توفي نمر في 26 كانون الأول 2001 إثر أزمة قلبية، وهو كان عانى من مشاكل في القلب في سنواته الأخيرة لكنه رفض قطعاً إجراء جراحة.